# Filipa Lemos
Filipa Lemos est née le 11 août 1979 à Porto. Elle est la chanteuse et fondatrice du groupe Santamaria depuis leur début en 1997.

Elle commence sa carrière de chanteuse dès l'âge de cinq ans. Elle grandit musicalement aux côtés de son Frère Tony Lemos (producteur et membre de son groupe), avec qui elle formait le duo « Tony & Marlene ». 
C'est ensuite à l'âge de 18 ans, que sa carrière nationale est réellement lancée. Elle crée avec son frère, le groupe Santamaria, qui lui donnera une très grande renommée et un bon nombre de prix musicaux.
Elle est aujourd'hui considérée comme une des plus belles voix au Portugal.